# سبزماهی
سبزماهی (نام علمی: Maccullochella peelii) نام یک گونه از راسته سوف‌ماهی‌سانان است.